# Stadion Diyarbakır Atatürk
Stadion Diyarbakir Atatürk (tur. Diyarbakır Atatürk Stadyumu) je višenamjenski stadion u turskom gradu Diyarbakiru. Izgrađen je 1960., prima 12.963 gledatelja a na njemu svoje domaće utakmice igra turski drugoligaš Diyarbakirspor.
Na stadionu je 2000. igrano finale turskog kupa u kojem je Galatasaray s 5:3 pobijedio Antalyaspor.